# Megaselia trichorrhoea
Megaselia trichorrhoea är en tvåvingeart som först beskrevs av Schmitz 1921.  Megaselia trichorrhoea ingår i släktet Megaselia och familjen puckelflugor. Arten är reproducerande i Sverige. Inga underarter finns listade i Catalogue of Life.